# Бар (фільм)
«Бар» (фр. El bar) — іспанський комедійний трилер 2017 року, поставлений режисером Алексом де ла Іглесіа. Прем'єра стрічки відбулася 15 лютого 2017 року на 67-му Берлінському міжнародному кінофестивалі, де вона була показана в позаконкурсній програмі.
Дія відбувається в барі в Мадриді. Його відвідувачі налякані пострілами снайпера, що вбив двох людей на порозі бару. Боячись вийти назовні, вони починають відкривати, хто вони є насправді.

## Сюжет
У барі в Мадриді опиняється група різних людей. Їх турбує поява волоцюги-параноїка. Раптом на виході з бару одного чоловіка застрелює снайпер, а потім іншого, що взявся оглядати його труп. Вулиці евакуюються, а відвідувачі бару не знають, коли небезпека зникне і чи взагалі загрожує їм. Вони вважають, що це урядова операція, і хтось із них терорист. З цього приводу починаються взаємні звинувачення, за чим з захватом спостерігає волоцюга.
В туалеті виявляється хворий чоловік, який помирає, сказавши: «Не чіпай мене!». Ампаро, власниця бару, вирішує, що чоловік заражений смертельною хворобою. Решта — Єлена, Начо, Тріні, Сатур та Ісраель, опиняються по один бік бару. Двоє інших, Андрес та Серхіо, приєднуються до Ампаро та разом під дулом пістолета змушують п'ятьох інших людей спуститися в підвал, думаючи, що ті заражені.
У підвалі Тріні, яка, очевидно, страждає на клаустрофобію, панікує і розбиває пляшки з оливковою олією. Начо зауважує, що рідина стікає до каналізації. Але втекти з бару через каналізацію неможливо, бо стічний отвір завузький. Тож група намащує волоцюгу Ісраеля олією, щоб він прослизнув і вирушив по допомогу. Однак, чоловік застряє в отворі.
Нагорі лунають постріли, група в підвалі робить висновок, що урядові сили застрелили Ампаро, Андреса та Серхіо. Потім люди в чорних костюмах і протигазах підпалюють бар і підвал наповнюється димом. Ісраеля витягують, щоб отримати повітря хоча б з каналізації. Тріні знову панікує і обпікає собі руку об розжарену дверну ручку. Коли пожежа закінчується, група піднімається і бачить, що внутрішня частина бару згоріла. Начо знаходить пістолет Серхіо, і хоча він ще гарячий від вогню, ховає в штани, не кажучи іншим.
Зрештою, група знаходить телефон померлого хворого чоловіка серед уламків, і з текстових повідомлень на ньому робить висновок, що чоловік приніс чотири дози вакцини. Ісраель знаходить вакцину у ванній кімнаті, але коли решта групи наполягає на тому, щоб Ісраель поділився нею, він нагадує їм, що дози чотири, а їх п'ятеро. Єлена пропонує розділити чотири дози порівну між п'ятьма, але Начо каже, що тоді кожному дістанеться замало. Не бажаючи ризикувати, Ісраель вколює собі одну дозу. Начо погрожує йому пістолетом і вступає бійку з Ісраелем. Однак, Ісраель перемагає і відбирає пістолет. У подальшій бійці решта доз падає в підвал. Тріні намагається повернути їх, але скидає в каналізацію.
Єлені вдається пролізти в каналізацію, роздягнувшись і намастившись олією. Вона знаходить контейнер з вакциною, але боїться, що їй не залишать жодної дози. Тому Єлена заявляє, що коли хтось хоче врятуватися, то мусить теж залізти в каналізацію. Начо хапає металеву трубу, і чоловіки по черзі розширюють отвір каналізації. Начо, Ісраель, Сатур і Тріні прослизають до каналізації. Тим часом Єлена ховає вакцину та йде підземними тунелями.
Начо намагається втопити Ісраеля та відібрати у нього пістолет. Через деякий час лунають постріли і Начо виринає з води з пістолетом. Єлена, Тріні та Сатур бояться Начо, оскільки вважають, що він убив Ісраеля. Начо погрожує застрелити Сатура, якщо Єлена не передасть вакцину. Єлена веде групу туди, де сховала вакцину. Дорогою Сатур послизається і падає, а Тріні топить його. Начо каже, що застрелить її за це, але зрештою не наважується це зробити. Тріні усвідомлює безглуздість усього свого життя, відбирає пістолет і застрелюється.
Єлена веде Сатура та Начо туди, де вона сховала вакцини. Прийняти їх перешкоджає поява Ісраеля, який убиває Сатура ударом труби. Начо та Єлена тікають від Ізсраеля та знаходять драбину нагору. Начо та Ісраель зриваються з неї та гинуть. Єлена вводить собі вакцину та вилазить на вулицю біля згорілого бару, де перехожа жінка дає їй шубу.

## У ролях
| Бланка Суарес    | … | Єлена   |
| Маріо Касас      | … | Начо    |
| Кармен Мачі      | … | Тріні   |
| Секун де ла Роса | … | Сатур   |
| Хайме Ордоньєс   | … | Ісраель |
| Тереле Павес     | … | Ампаро  |
| Хоакін Климент   | … | Андрес  |
| Алехандро Авада  | … | Серхіо  |

## Знімальна група
- Автори сценарію — Хорхе Геррікаечеварріа, Алекс де ла Іглесіа
- Режисер-постановник — Алекс де ла Іглесіа
- Продюсери — Кароліна Банг, Кіко Мартінес, Мікель Лежарза, Мерседес Ґамеро, Алекс де ла Іглесіа
- Виконавчі продюсери — Кароліна Банг, Кіко Мартінес
- Композитори — Карлос Ріера, Хоан Валент
- Оператор — Анхель Аморос
- Монтаж — Домінго Гонсалес
- Підбір акторів — Пілар Мойя
- Художники-постановники — Хосе Луїс Аррізабалаґа, Артуро Гарсія
- Художник по костюмах — Паола Торрес